# Vitis monticola
Espèce
Classification APG III (2009)
Vitis monticola est une espèce de plante appartenant à la famille des Vitaceae.